# Centro Deportivo Bezana
El Centro Deportivo Bezana  es un club de fútbol de Santa Cruz de Bezana (Cantabria). Actualmente milita en el Grupo III de la Tercera División española.

## Historia
- Temporadas en 1.ª: 0
- Temporadas en 2.ª: 0
- Temporadas en 2.ªB: 0
- Temporadas en 3.ª: 24 (1993-94 a 2018-19)

## Palmarés
- Subcampeón de Tercera: 1994-95

## Uniforme
- Primer uniforme: Camiseta negra con líneas amarillas y número negro, pantalón negro  y medias negras y amarillas en franjas.
- Segundo uniforme: Camiseta roja con líneas verdes, pantalón y medias rojas.

## Filial
A partir de la temporada 2012-13 el Bezana llega a un acuerdo con el otro club de fútbol del municipio, la Peña Respuela (Primera Regional), con lo que este pasa a ser club filial con el nombre de Bezana B. La Peña Respuela es un club de categorías menores que a partir de 1998 decide sacar equipo senior en categoría regional. En su palmarés destacan dos subcampeonatos de Segunda Regional (2007-08 y 2008-09, ambos como Peña Respuela).
Últimas diez temporadas de la Peña Respuela (actual Bezana B):
- 2003-04: Primera Regional (6.º - grupo B)
- 2004-05: Primera Regional (7.º - grupo B)
- 2005-06: Primera Regional (13.º)
- 2006-07: Primera Regional (15.º)
- 2007-08: Segunda Regional (2.º - grupo B)
- 2008-09: Segunda Regional (2.º)
- 2009-10: Primera Regional (4.º)
- 2010-11: Primera Regional (15.º)
- 2011-12: Primera Regional (14.º)
- 2012-13: Primera Regional (ya como Bezana B)